# Hyperhidrose
Hyperhidrose is in de geneeskunde een term voor overmatig zweten. Meestal is het overmatig zweten beperkt tot oksels en handpalmen en/of voetzolen, maar het kan zich over de hele huid (gegeneraliseerd) voordoen. Overmatig zweten kan 'secundair' zijn: een uiting zijn van een onderliggende aandoening (bv. diabetes mellitus, hyperthyreoïdie, medicijnen), maar meestal is het 'primair', dat wil zeggen zonder aanwijsbare oorzaak. Het zweten kan invaliderende vormen aannemen.

## Mogelijke behandelingen
- Aluminiumchloride of aluminiumhydroxychloride als depvloeistof of crème. Kan huidirritatie geven.
- Iontoforese: door een elektrische lading door de huid te laten lopen, wordt de zweetproductie voor langere tijd (dagen) geremd.
- Botulinetoxine: injecties met botuline toxine in de oppervlakkige dermis remmen de zweetproductie gedurende 3-9 maanden. Doordat de injecties te pijnlijk zijn is dit minder toepasbaar voor de handen of voeten.
- Excisie of curettage van zweetklieren van de oksel. Levert littekens in de oksel op. Resultaat is niet volledig en niet gegarandeerd.
- Sympathectomie. Het (tijdelijk) blokkeren of (definitief) doornemen van de zenuwen die de zweetklieren aansturen. Niet zonder risico.
- Medicatie:
  - Sympathicolytica zoals oxybutynine, scopolamine of glycopyrronium remmen de zweetproductie, maar hebben vaak te veel bijwerkingen zoals droge mond en duizeligheid.
  - Bètablokkers zoals propranolol kunnen incidenteel effect hebben. Mogelijk vooral in de gevallen waarin spanning en zenuwachtigheid een rol speelt.